# Parogovia prietoi
Espèce
Parogovia prietoi est une espèce d'opilions cyphophthalmes de la famille des Neogoveidae.

## Distribution
Cette espèce est endémique du Río Muni en Guinée équatoriale. Elle se rencontre vers Bongoro.

## Description
Le mâle holotype mesure 1,79 mm et la femelle paratype 1,86 mm.

## Étymologie
Cette espèce est nommée en l'honneur de Carlos Enrique Prieto.

## Publication originale
- Benavides, Hormiga & Giribet, 2019 : « Phylogeny, evolution and systematic revision of the mite harvestman family Neogoveidae (Opiliones Cyphophthalmi). » Invertebrate Systematics, vol. 33, no 1, p. 101-180.